# Јаспер Филипсен
Јаспер Филипсен (хол. Jasper Philipsen; Мол, 2. март 1998) белгијски је професионални бициклиста који тренутно вози за  ворлд тур тим — Алпесин—декунинк. Освојио је по два пута класике Шелдепрајс и Бриж—Де Пан, као и по једном Гран при де Данен, Ешборн—Франкфурт, класификацију по поенима на Тур де Франсу, Милано—Санремо, Спаркасен минстерланд Ђиро и Кирн—Брисел—Кирн. Остварио је седам етапних побједа на Тур де Франсу и три на Вуелта а Еспањи.
Током јуниорске каријере два пута је освајио првенство Белгије у вожњи на хронометар. Професионалну каријеру почео је 2018. године у тиму Хагенс Берман аксеон и током прве сезоне остварио је једну побједу. Године 2019. прешао је у УАЕ тим емирејтс, са којим је прве сезоне остварио једну побједу, а 2020. је остварио три, укључујући и етапну побједу на Вуелта а Еспањи, прву на некој гранд тур трци.
Године 2021. прешао је Алпесин—феникс тим, са којим је прве сезоне освојио класике Ешборн—Франкфурт и Шелдепрајс и остварио је двије етапне побједе на Вуелта а Еспањи. Године 2022. освојио је класик Париз—Бурж и остварио је двије етапне побједе на Тур де Франсу. Године 2023. освојио је Шелдепрајс по други пут, класик Бриж—Де Пан, завршио је Париз—Рубе на другом мјесту и остварио је четири етапне побједе на Тур де Франсу, гдје је освојио и класификацију по поенима. Године 2024. освојио је Милано—Санремо, освојивши свој први монументални класик, а затим је освојио Класик Бриж—Де Пан, остварио је три етапне побједе на Тур де Франсу и освојио је Спаркасен минстерланд Ђиро класик.

## Дјетињство и јуниорска каријера
Бициклизмом је почео да се бави од дјетињства, а са 12 година почео је да вози за тим Ројал бален. Године 2015. освојио је првенство Белгије у вожњи на хронометар за јуниоре, док је Свјетско првенство у вожњи на хронометар за јуниоре завршио на шестом мјесту, а Европско на осмом. Године 2016. освојио је класик Гидо Рејбрук, Е3 Харелбеке за јуниоре и првенство Белгије у вожњи на хронометар за јуниоре другу годину заредом. Исте године је завршио јуниорски Париз—Рубе на петом мјесту и Омлоп дер Фламсе гевестен на 11 мјесту. На Свјетском првенству у Дохи био је изабран и за друмску и вожњу на хронометар за јуниоре. Након хронометра, који је завршио на 18 мјесту, два минута и 40 секунди иза Брендона Макналтија, одведен је у болницу због исцрпљености. Иако се физички опоравио, није стартовао друмску трку три дана касније.
Године 2017. потписао је уговор са развојним тимом ворлд тур тима БМЦ, са којим је 1. априла остварио прву побједу на некој трци у UCI категорији, побиједивши у спринту на другој етапи трке Триптик де Монт ет Шато, испред Милана Ментена и Мартена ван Трајпа. Хронометар на трећој етапи завршио је на петом мјесту и преузео је лидерску мајицу, док је последњу етапу завршио на четвртом мјесту и освојио је трку, уз освојене класификацију за најбољег младог возача и класификацију по поенима. Родне ван Фландерен за возаче до 23 године завршио је на другом мјесту, иза Едија Данбара, након чега је у јуну остварио етапну побједу на Бејби Ђиро трци, гдје је освојио и класификацију по поенима, поен испред Нилсона Паулеса. У јулу је остварио побједу на другој етапи на Тур де Алкас трци, након чега је возио на тркама за младе наде на Европском и националном првенству. У септембру, остварио је побједу у спринту на петој етапи Олимпија тура, испред Патрика ван дер Дуина и Фабиа Јакобсена, док је у финишу сезоне освојио Париз—тур за возаче до 23 године.

### 2018
Године 2018. почео је професионалну каријеру у тиму Хагенс Берман аксеон, а током године је остварио остварио неколико побједа, укључујући и етапу на трци Бејби Ђиро и освојио је трку Триптик де Монт ет Шато другу годину заредом. У октобру је потписао уговор са ворлд тур тимом УАЕ тим емирејтс.

### 2019—2020
Сезону 2019. почео је на Тур даун андер трци, гдје је остварио побједу на петој етапи у спринту испред Петера Сагана. У фебруару је возио Волта ао Алгарве, гдје му је најбољи резултат било треће мјесто на четвртој етапи, иза Дилана Груневегена и Арноа Демара. На Тур оф Калифорнији у мају, четврту етапу је завршио на другом мјесту, иза Јакобсена, након чега је последњу, седму етапу, завршио на трећем мјесту, иза Сеса Бола и Сагана. У јулу је возио Тур де Франс по први пут, што му је такође била и прва гранд тур трка коју је возио. Седму етапу завршио је на петом мјесту у спринту, док је побједу остварио Груневеген, након чега је десету етапу завршио на шестом мјесту а побиједио је Ваут ван Арт. Етапу 11 завршио је на седмом мјесту, након чега није стартовао етапу 12. У финишу сезоне је Брисел сајклинг класик завршио на трећем мјесту, иза Кејлеба Јуана и Паскала Акермана, док је Гран при де Фурмје завршио на другом мјесту, иза Акермана.
Сезону 2020. почео је на трци Сантос тур даун андер, гдје је прву етапу завршио на другом мјесту, иза Сема Бенета. До краја је још три етапе завршио у првих десет и освојио је класификацију по поенима испред Дерила Импија. Због пандемије ковида 19 у марту је прекинута читава сезона у бициклизму, а трке су или одложене или отказане. Сезону је наставио у августу, на Тур де Полоње трци, гдје је три етапе завршио у првих десет и завршио је на другом мјесту у класификацији, два поена иза Луке Мезгеца. Крајем августа возио је Тур де Лимузен, гдје је остварио побједу на трећој етапи испред Џека Стјуарта, што му је била прва побједа у сезони. Крајем септембра возио је Бинкбанк тур, гдје је побиједио на првој етапи испред Мадса Педерсена и узео је прву лидерску мајицу на трци. Трећу етапу је завршио на другом мјесту, иза Педерсена и изгубио је лидерску мајицу. Сезону је наставио у Белгији, гдје је Шелдепрајс завршио на петом мјесту у спринту. У финишу сезоне возио је Вуелта а Еспању по први пут. Четврту етапу је завршио на другом мјесту у спринту, иза Бенета, након чега је девету етапу првобитно завршио на петом мјесту, али му је додијељено четврто мјесто јер је Бенету одузета побједа због агресивне припреме за спринт и ударања раменом Емилса Лиепинша. На етапи 15 побиједио је у спринту испред Акермана, остваривши прву побједу на некој гранд тур трци. Последњу етапу завршио је на четвртом мјесту у спринту, а након трке завршио је сезону.

### 2021
Сезону 2021. почео је на УАЕ туру, али је заједно са читавим тимом напустио трку прије почетка друге етапе због избијања позитивних резултата на ковид 19. Крајем марта возио је Бриж—Де Пан, који је завршио на другом мјесту, иза Бенета, док је почетком априла побиједио на Шелдепрајсу испред Бенета и освојио први класик у каријери. Сезону је наставио на Тур оф Турки трци, гдје је три етапе заредом, од друге до четврте, завршио на другом мјесту, иза Марка Кевендиша. На шестој етапи побиједио је испред Андреа Грајпела, док је на седмој етапи остварио другу побједу заредом, испред Грајпела и Кевендиша. Последњу, осму етапу, завршио је на другом мјесту, иза Кевендиша. Почетком јуна је возио Белгијум тур, али га је напустио прије почетка четврте етапе.
У јулу је возио Тур де Франс, гдје је трећу етапу завршио на другом мјесту, иза сувозача Тима Мерлијеа. Четврту етапу је завршио на трећем мјесту, иза Кевендиша и Насера Буанија, док је шесту етапу завршио на другом мјесту, поново иза Кевендиша. Укупно је шест етапа завршио на подијуму, а последњу, етапу 21, завршио је на другом мјесту, иза Ван Арта а испред Кевендиша и у класификацији по поенима завршио је на четвртом мјесту. Сезону је наставио на Вуелта а Еспањи, гдје је остварио побједу на другој етапи, испред Јакобсена и Мајкла Метјуза и преузео је зелену мајицу, за лидера класификације по поенима. На петој етапи је остварио другу побједу, поново испред Јакобсена, након чега је осму етапу завршио на трећем мјесту, иза Јакобсена и Алберта Даинезеа и Јакобсен је преузео зелену мајицу. Прије почетка етапе 11, напустио је трку због болести.
Средином септембра, за десет дана је освојио четири класика; на Кампионшап ван Фландерену је побиједио испред Груневегена, док је два дана касније освојио Ешборн—Франкфурт, побиједивши испред Џона Дегенколба и Александера Кристофа, чиме је освојио први ворлд тур класик у каријери. Дана 21. септембра, два дана након класика Ешборн—Франкфурт, освојио је Гран при де Данен класик у Француској, испред Јордија Меуса, док је 26. септембра освојио Париз—Шони класик, што му је био четврти освојени класик заредом.

### 2022
Сезону 2022. почео је на УАЕ туру, гдје је побиједио на првој етапи испред Бенета и узео је лидерску мајицу. Другу етапу завршио је на другом мјесту, иза Кевендиша, док је на петој етапи побиједио испред Олава Која и Бенета, остваривши другу побједу на трци. Последња етапа је била брдска, коју је завршио преко 11 минута иза Тадеја Погачара и освојио је класификацију по поенима. У марту је возио Париз—Ницу, гдје је прву етапу завршио на деветом мјесту, у групи која је на циљ дошла 22 секунде иза Кристофа Лапорта, Приможа Роглича и Ван Арт из тима Јумбо—визма, који су напали на 5 km до циља. Трећу етапу је завршио на четвртом мјесту у спринту, а прије почетка шесте етапе напустио је трку. У априлу је возио Тур оф Турки, гдје је прве двије етапе завршио на другом мјесту; прву иза Јуана, а другу иза Кејдена Гроувса. На трећој етапи је побиједио испред Гроувса, остваривши прву побједу на трци и трећу у сезони, чиме је такође преузео мајицу за лидера трке и за лидера класификације по поенима. Пету и шесту етапу је завршио на другом мјесту, пету иза Сема Велсфорда, а шесту иза Јуана, што је била пета етапа коју је завршио на подијуму. Последња етапа је прекинута послије 25 km због лошег времена и освојио је класификацију по поенима. Сезону је наставио на класику Ешборн—Франкфурт, који је завршио на 11 мјесту у спринту, а побиједио је Бенет. У јуну је возио Белгијум тур, гдје је прву етапу завршио на трећем мјесту, иза Мадса Педерсена и Тима Веленса. На другој етапи побиједио је испред Денија ван Попела и Педерсена, док је последњу етапу завршио на другом мјесту, иза Јакобсена и класификацију по поенима завршио је на другом мјесту, иза Педерсена.
У јулу је возио Тур де Франс, гдје је био лидер тима заједно са Метјуом ван дер Пулом. Другу етапу је завршио на петом, а трећу је завршио на трећем мјесту, иза Груневегена и Ван Арта. На четвртој етапи, тим Јумво—визма је радио на челу на последњем успону и у првој групи су остали само Ван Арт, Јонас Вингегор и Адам Јејтс. Ван Арт је при врху успона напао у жутој мајици, предност је задржао до краја и побиједио је осам секунди испред групе. Филипсен је одспринтао групу и завршио на другом мјесту, али није знао да је Ван Арт био испред и славио је мислећи да је побиједио. На етапи 15, тим Трек—сегафредо је радио на челу на последњем успону за Педерсена и отпала је већина спринтера. У спринту, Филипсен је побиједио испред Ван Арта и Педерсена и остварио је прву побједу на Тур де Франсу у каријери. На етапи 19, након што је смањен заостатак иза бјегунаца на 2 km до циља, Лапорт је напао из главне групе и достигао их. На 500 метара до циља, Лапорт је поново напао, група је достигла преостале бјегунце и смањивала је заостатак иза Лапорта, али је успио да побиједи секунду испред групе, коју је одспринтао Филипсен, завршивши на другом мјесту. На последњој, етапи 21, побиједио је испред Груневегена, остваривши другу побједу на трци и своју прву на етапи на Јелисејским пољима.
Послије Тур де Франса возио је Денмарк рундт, гдје је остварио побједу на четвртој етапи. До краја сезоне је возио класике у Белгији и Француској, завршивши Гојксе пајл на другом мјесту, иза Гербена Тајсена, а два дана касније освојио је Омлоп ван хет Утлан испред Арноа де Лија. У октобру је освојио Париз—Бурж класик, испред Демара и Брајана Кокара, што му је била девета побједа у сезони.

### 2023
Сезону 2023. је почео крајем фебруара, на класицима Омлоп хет Нијувсблад и Кирн—Брисел—Кирн, познатим као „викенд отварања“, али је на Омлопу завршио минут и 40 иза Дилана ван Барлеа, након што је отпао на успону, док Кирн—Брисел—Кирн није завршио. У марту је возио Тирено—Адријатико, гдје је другу етапу завршио на другом мјесту, иза Јакобсена, након чега је остварио побједу на трећој етапи, испред Фила Баухауса и Бинијама Грмаја. На последњој, седмој етапи, побиједио је испред Груневегена и завршио је на другом мјесту у класификацији по поенима, два поена иза Роглича. На класику Бриж—Де Пан напао је на 16 km до циља и пратили су га само Ив Лампар, Олав Кој и Фредерик Фрисон. Побиједио је у спринту и освојио други класик у каријери. Двије недеље касније освојио је Шелдепрајс по други пут, побиједивши испред Велсфорда и Кевендиша. Сезону је наставио на Париз—Рубеу, гдје је Ван Арт напао на сектору 20, на 100 km до циља, што је пратило пет возача, а Филипсен је остао у групи од десет возача иза. Прве двије групе су се спојиле на сектору 18 и у водећој групи било је 13 возача, који су имали предност преко минут испред главне групе. На сектору 16 изашао је на чело групе да ради за Ван дер Пула, заједно са Флоријаном Вермешом, након чега је Ван дер Пул нападао неколико пута на сектору 11, што су у почетку пратили Дегенколб, Ван Арт и Филипсен, али су их достигли и други и у водећој групи је било седам возача. Ван Арт је напао на четвртом сектору, што је пратио само Ван дер Пул, који је изашао испред, а Ван Арт је прво почео да заостаје, а затим му је пукла гума. Ван дер Пул је стекао предност од 35 секунди, док је Ван Арт напао из друге групе и пратио га је само Филипсен. Њих двојица су на циљ дошли заједно, 46 секунди иза Ван дер Пула, а у спринту је побиједио Филипсен и завршио је на другом мјесту, што му је био први подијум на неком монументалном класику. У јуну је возио Белгијум тур, гдје је побиједио на првој етапи испред Јакобсена и узео је прву лидерску мајицу. На другој етапи, учествовао је у паду на 4 km до циља и завршио је 50 секунди иза Јакобсена, који је преузео лидерску мајицу. Последњу етапу завршио је на другом мјесту, иза Јакобсена.
У јулу је возио Тур де Франс, заједно са Ван дер Пулом. На трећој етапи, која је била углавном равна, побиједио је испред Баухауса, након што га је Ван дер Пул спровео до последњих 200 метара. На четвртој етапи је остварио другу побједу заредом, испред Кејлеба Јуана и Баухауса, након лид-аута од Ван дер Пула, који је кажњен због гурања са Грмајом у борби за позицију у спринту. Због тешке прве двије етапе и због тога што су слиједиле етапе у Пиринејима, група је ишла лагано на четвртој етапи, а нико није покушавао да оде у бијег у првих 100 km, о чему је Филипсен изјавио да је то била најдосаднија етапа након много времена. На седмој етапи је остварио трећу побједу, одспринтавши Кевендиша на циљу; Кевендишу су зупчаниици проклизали неколико метара до циља и морао је да престане да спринта док је био испред. Након етапе, директор Астане — Александар Винокуров и тима Интермарш — Жан Франсоа Бурлар жалили су се на спринт Филипсена који је са лијеве стране прешао на десну, иза Кевендиша, притом пореметивши спринт Грмаја који је у том тренутку био иза Кевендиша и онемогућивши му да се бори за етапну побједу. Њихова жалба је одбачена а навијачи су Филипсену слали бројне увредљиве поруке преко друштвених мрежа. Осму етапу завршио је на другом мјесту, иза Педерсена, што је била прва спринтерска етапа на којој није побиједио. На етапи 11, побиједио је у спринту испред Груневегена и Баухауса и остварио је четврту етапну побједу на трци, поставши први возач након Кевендиша који је то успио. Етапа 18 је била углавном равна и очекивало се да се соринтери боре за побједу, а највеће шансе су давате Филипсену, који је покушавао да оствари пету побједу на једном издању Тура. Одмах на почетку напао је Каспер Асгрен, а придружили су му се Виктор Кампенартс и Јонас Абрахамсен, који су брзо стекли предност од 35 секунди. Бјегунци су стекли предност од минут и по, али је главна група смањила на 50 секунди. На другом успону четврте категорије возачи су почели да нападају како би достигли бјегунце. Паскал Енкхорн је покушао да оде у бијег, али је Филипсен спринтао поред њега, причао му, а затим отишао испред њега како би га блокирао; Енкхорн је отишао на другу страну, али је Филипсен поново изашао испред њега док их група није достигла. На 3 km до циља предност бјегунаца је пала на десет секунди, али група није могла да их достигне; Асгрен је побиједио у спринту бјегунаца, док је Филипсен одспринтао главну групу и завршио на четвртом мјесту. На етапи 19 су вожена два брдска циља, а последњих 20 km било је равно и очекивала се поново борба између спринтера и бјегунаца. Бјегунци су имали 40 секунди предности на 75 km до циља, а на пролазном циљу спринтери у главној групи су спринтали за бодове иза бјегунаца и одвојили се од групе, а затим наставили да возе како би достигли бјегунце; у групи је било око 30 возача, међу којима су били Филипсен и Ван дер Пул. Групе у бијегу су се спојиле на 65 km до циља, након чега су напали Кампенартс и Сајмон Кларк. На почетку последњег успона, Кларк је отпао а из групе су напали Асгрен, Бен о Конор и Матеј Мохорич, који су достигли Кампенартса, отишли од њега и стекли предност од 20 секунди. Возачи из друге групе су нападали како би достигли водећу тројицу, јер нису хтјели да раде у групи и да Филипсен дође са њима на циљ. Предност водеће тројице се константно повећавала и на 3 km до циља су имали 30 секунди предности, док се у групи иза Филипсен жалио што остали неће да раде на достизању, већ је највише његов сувозач Ван дер Пул радио. Мохорич је побиједио у спринту прве групе, док је Филипсен одспринтао другу групу и завршио на четвртом мјесту. Последњу, етапу 21, завршио је на другом мјесту, изгубивши у спринту од Јордија Меуса у фото финишу и освојио је класификацију по поенима.
Послије Тур де Франса возио је Друмску трку на Свјетском првенству, али је напустио након што је отпао од групе на више од 100 km до циља. Сезону је наставио на Реневи туру, гдје је побиједио на првој етапи испред Мерлијеа. Четврту етапу је завршио на трећем мјесту, иза Велсфорда и Која, а трку је завршио на другом мјесту у класификацији по поенима, пет поена иза Арноа Де Лија. Средином септембра освојио је три класика за десет дана. На Кампионшап ван Фландерену је побиједио испред Груневегена и Јакобсена, освојивши га по други пут у каријери, након чега је на Гојксе пајлу побиједио испред Која и Груневегена, освојивши га први пут у каријери, а недељу дана касније је освојио Париз—Шони испред Жасона Тесона, што му је био трећи освојени класик заредом и 14 побједа у сезони. У октобру је возио Тур оф Турки, гдје је побиједио на првој етапи испред Глеба Сиритса и узео је лидерску мајицу. На другој етапи је побиједио испред Сеса Бола, док је на четвртој побиједио испред Тимотија Дупона. На последњој етапи побиједио је испред Бола и освојио је класификацију по поенима.
Сезону је завршио са највише побједа од свих бициклиста, укупно 19, двије више од Тадеја Погачара. Медији су описали његову сарадњу са Ван дер Пулом као веому добру, захваљујући којој је остварио бројне побједе, јер му је Ван дер Пул био лид аут возач на Тирено—Адријатику, Тур де Франсу и Белгијум туру.

### 2024
Сезону 2024. почео је на класику Омлоп хет Нијувсблад, гдје је био у бијегу 80 km, али је завршио преко четири минута иза групе. У марту је возио Тирено—Адријатико, гдје је остварио побједу на другој етапи у спринту, испред Тима Мерлијеа, док је четврту етапу завршио на другом мјесту, иза Џонатана Милана. Недељу дана након Тирено—Адријатика возио је Милано—Санремо, заједно са Ван дер Пулом, који је освојио трку 2023. На 6,3 km до циља, Погачар је напао, што је првобитно пратио само Ван дер Пул. На спусту их је достигла група од десет возача у којој је био и Филипсен. У спринту, у фото финишу је побиједио испред Мајкла Метјуза и Погачара, освојивши свој први монументални класик.

## Стил вожње
У медијима се често пореди са Томом Боненом, пошто су из истог региона и спринтери су специјализовани за класике. Сматра се једним од најексплозивнијих возача своје генерације, а током 2022. и 2023. означен је као најбољи спринтер на свијету. Током Тур де Франса 2023. критикован је због свог начина вожње, јер је дјеловало да намјерно омета друге возаче на неколико етапа.
Бивши бициклиста Еди Планкарт изјавио је о њему током Тур де Франса 2023: „Филипсен није само брз, он се такође увијек добро позиционира током групног спринта. Говоримо о доношењу добрих одлука у дјелићу секунде, док се иде брзином већом од 70 километара на сат. То такође доказује да је још увијек у врхунској кондицији у тим тренуцима. Човјек лакше гријеши када је исцрпљен."